# Помаја (Пиза)
Помаја је насеље у Италији у округу Пиза, региону Тоскана.
Према процени из 2011. у насељу је живело 264 становника. Насеље се налази на надморској висини од 183 м.